# کیک خیار
کیک خیار کیکی است که با استفاده از خیار به عنوان ماده اولیه تهیه می‌شود. مواد اضافی ممکن است شامل مواد معمولی کیک مانند آرد، شکر، تخم مرغ و مخمر باشد. ممکن است به عنوان کیک دسر سرو شود، و روی برخی از نسخه‌ها با یخ‌چینه پوشانده می‌شود.

## تاوسلی
کیک خیار را می‌توان با نام‌های تاوسولی یا تاوسالی نامید و یکی از غذاهای غذاهای گوانایی است. توسلی با استفاده از خیار تهیه می‌شود و مواد اضافی آن ممکن است شامل برنج، نارگیل، نعناع، قیسی، بادام هندی و هل باشد. برگ‌های زردچوبه را می‌توان قبل از پخت روی کیک قرار داد که به آن طعم می‌افزاید. ممکن است به عنوان غذای صبحانه سرو شود، و ممکن است به سبک دوکلا و بخارپز تهیه شود.

## بیشتر خواندن
- "Local cooks hold the torch of Indian cuisine: Vikas Khanna". The Times of India. January 18, 2014. Retrieved January 29, 2016.